# Blades of Vengeance
Blades of Vengeance (рус. Клинки возмездия) — видеоигра в жанре платформер, разработанная студией Beam Software и изданная компанией Electronic Arts эксклюзивно для приставки Mega Drive/Genesis 1 июня 1993 года.

## Сюжет
В Королевстве, которым правил всемогущий и добрый Волшебник, царили мир и спокойствие. Так было до тех пока не появились силы зла во главе со своим повелителем — ужасным драконом по имени Манакс (англ. Manax). Она наводнила Королевство ордами чудовищ, и никто не мог ей помешать. Армии Добра, посланные на битву, были разгромлены. Манакс лишила Волшебника его силы, сковав мага заколдованными цепями. Лишь немногие отважились бросить вызов могущественному злу. Среди них были ученики и подданные Волшебника. Им он доверил победить Манакс и вернуть ему потерянную силу.

## Игровой процесс
В игре предстоит играть за одного из трёх персонажей — охотницу (англ. Huntress), воина (англ. Warrior) и колдуна (англ. Sorcerer). Охотница и воин во многом похожи (в бою используют саблю и топор), а колдун может выпускать плазменные сгустки. Воин самый сильный из персонажей, но своим топором он не может достать до удалённых целей. Охотница слабее, но зато способна совершать высокие прыжки и бить врагов издалека. Колдун самый слабый, но его оружие самое «дальнобойное».
Также по мере прохождения появляется возможность «апгрейда» персонажей (покупка доспехов и нового оружия), но можно продолжить игру и без него. Новое оружие у Охотницы — арбалет, стреляющий плазменными стрелами, у Воина — огненная булава на цепи, у Колдуна — более совершенный волшебный посох.
Уровни в игре выполнены в виде замкнутых локаций с горизонтальным и вертикальным сайд-скроллингом и двухмерной графикой (спрайты персонажей размещаются в локациях, построенных на основе плиточной графики). На них присутствуют различные враги, препятствия, призы и тайники. Основная задача здесь — пройти уровень от начала до конца и сразиться с боссом.
После прохождения каждого уровня можно купить несколько полезных предметов в оружейной лавке. Чем сложнее уровень, тем больше предметов в продаже.
На игровом интерфейсе можно наблюдать число собранных жизней, уровень здоровья, текущий предмет и количество «усилителей». Полезные предметы (кроме мешочков с серебром) используются во время игры путём выбора в окне с миниатюрой.

## Оценки и мнения
| Сводный рейтинг    | Сводный рейтинг |
| Агрегатор          | Оценка          |
| ------------------ | --------------- |
| GameRankings       | 71,25 %         |
| MobyRank           | 74/100          |
| Иноязычные издания |                 |
| Издание            | Оценка          |
| AllGame            | [ 4 ]           |
| EGM                | 7,25/10         |
| Sega-16            | 7/10            |

Американский журнал Electronic Gaming Monthly оценил игру в 7,25 баллов из 10. Среди достоинств игры рецензенты выделили хорошую графику и звуковое сопровождение, удобное управление и интересный игровой процесс, а также возможность кооперативной игры. Среди недостатков были названы музыкальное оформление и отсутствие системы паролей для уровней. Сравнивая игру с серией Golden Axe, критики отметили сходства в геймплее, сюжете и графическом оформлении.